# Élections fédérales suisses de 1893
Les élections fédérales suisses de 1893 se sont déroulées le 29 octobre 1893. Ces élections permettent d'élire au système majoritaire les 147 députés répartis sur 52 arrondissements électoraux eux-mêmes répartis sur les 22 cantons, siégeant au Conseil national (chambre basse), pour une mandature de trois ans.
Le corps électoral composé de citoyens ayant droit de cité élit désormais directement les membres du Conseil des États dans les cantons d'Appenzell Rhodes-Extérieures, de Glaris, de Nidwald et d'Obwald et d'Uri (à travers la Landsgemeinde), et à l'urne pour la première fois dans les cantons de Bâle-Campagne, de Genève et du Tessin et dans les cantons de Bâle-Ville, des Grisons, de Soleure, de Thurgovie, de Zoug et de Zurich. Dans les 8 autres cantons, les élections au Conseil des États sont quant à elles toujours non régulées et certains cantons ont renouvelé leurs Sénateurs parfois plusieurs fois sur les trois années écoulées. Dans ces 8 autres cantons, les Conseillers aux États continuent d'être élus, nommés ou désignés par les Grands Conseils, et ce à des dates variables. C'est la première fois que le nombre de cantons où les Conseillers aux États sont élus directement par le peuple et non plus nommés ou désignés par les Grands Conseils est majoritaire.
Les tensions entre Radicaux et Conservateurs catholiques sont retombées après le violent coup d'État de 1890 au Tessin. Signe de cette détente, l'élection de Josef Zemp de l'Union conservatrice au Conseil fédéral en décembre 1891 où il devient le premier non Radical à occuper une fonction de ministre depuis 1848. C'est la situation économique qui prend le dessus sur les conflits interreligieux. La Suisse est affectée par une récession et tandis que le chômage augmente de manière significative dans les zones urbaines, l'agriculture souffre de l'augmentation de la dette hypothécaire. Toutefois, cette solidarité entre la classe ouvrière et les paysans via la création de la Bauern- und Arbeiterbund (Fédération des agriculteurs et ouvriers) dans le canton de Bâle-Campagne aura permis l'élection d'un député du Parti démocrate alors que dans les autres cantons, les intérêts communs semblaient être trop faibles. Néanmoins, le Parti socialiste suisse reprit diverses propositions de réforme de la Fédération des agriculteurs et ouvriers bâloise dans son programme fédéral.
Pour la première fois, on assiste à des oppositions frontales sur le sujet de la lutte des classes. Le 19 juin 1893, les émeutes de la Käfigturm à Berne qui opposèrent les ouvriers indigènes aux ouvriers italiens ainsi que la tenue du troisième Congrès de la Deuxième Internationale les 6 au 13 août à Zurich avaient renforcé l'attitude défensive des autres partis envers les socialistes. Les Radicaux tentèrent de s'orienter à nouveau plus à gauche en opérant un rapprochement avec les Démocrates, mais cette démarche eut pour conséquence un rapprochement de la Société du Grütli avec le Parti socialiste, marquant plus clairement encore la différence entre le centre-gauche et la gauche.
Pour ces élections depuis 1848, les Radicaux (centre-gauche) remportent pour la seizième fois consécutivement le scrutin fédéral avec 74 sièges (±) et 41,8 % des voix (+0,9 %). Ce sont à nouveau les grands vainqueurs de ces élections en remportant tant le vote populaire que le nombre de sièges conservant la majorité absolue gagnée en 1881. Les autres vainqueurs de ces élections en nombre de sièges sont les Libéraux Modérés avec 27 sièges (+7) et 16,8 % (+1,1 %) des voix. Le camp des perdants est clairement le camp des conservateurs, catholiques et réformés. Ainsi, l'Union conservatrice perd 6 sièges (29 au total) et la Droite Évangélique perd ses deux derniers mandats. La Droite Évangélique, sous son existence jusqu'au début du XXe siècle, ne parviendra d'ailleurs plus jamais à faire élire un seul député national. Le Parti socialiste suisse est le parti qui obtient la plus forte progression en pourcentage de voix avec 5,9 % (+2,3 %).
Ces élections ont débouché sur la 16e Législature qui s'est réunie pour la première fois le 4 décembre 1893.
Sur les 670 948 hommes âgés de 20 et plus et ayant droit de cité, 391 610 d'entre eux prirent part à ce scrutin, ce qui représente un taux de participation de 58,4% (-4,1 %).
Le taux de participation le plus élevé est dans le canton de Schaffhouse où le vote obligatoire fait déplacer 91,5 % du corps électoral (-2,8 %). À l'inverse, dans le canton de Zoug, seulement 17,5 % du corps électoral prend part au vote.

## Législature 1893 -1896
Les liens (et couleurs) renvoient sur les partis héritiers actuels de ces formations politiques d'antan.
|  | Formations («Partis») | Sigles | Tendances politiques                           | Sièges au CN | Sièges au CE |
|  | --------------------- | ------ | ---------------------------------------------- | ------------ | ------------ |
|  | Gauche Radicale       | GR     | Radicaux, Radicaux-démocrates, Centre-gauche   | 74           | 20           |
|  | Union conservatrice   | UC     | Conservateurs catholiques, Droite              | 29           | 15           |
|  | Centre Libéral        | CL     | Libéraux, Modérés, Libéraux-démocrates, Centre | 27           | 3            |
|  | Parti démocratique    | DEM    | Démocrates, Gauche                             | 16           | 2            |
|  | Parti socialiste      | PS     | Socialistes, Gauche                            | 1            | 1            |
|  | Droite Évangélique    | DE     | Conservateurs réformés, Droite                 | -            | 1            |
|  | Vacant                | -      | n/a                                            | -            | 2            |

## Résultats au Conseil national dans les cantons
| Canton             | Total | PS    | DEM     | GR      | CL      | DE     | UC      |
| ------------------ | ----- | ----- | ------- | ------- | ------- | ------ | ------- |
| Zurich             | 17    | 1     | 9       |         | 7       | -      | -       |
| Berne              | 27    | -     | -       | 26 (+2) | 0 (-1)  | 0 (-1) | 1       |
| Lucerne            | 7     | -     | -       | 2       | -       | -      | 5       |
| Uri                | 1     | -     | -       | -       | -       | -      | 1       |
| Schwytz            | 3     | -     | -       | -       | -       | -      | 3       |
| Nidwald            | 1     | -     | -       | -       | -       | -      | 1       |
| Obwald             | 1     | -     | -       | -       | -       | -      | 1       |
| Glaris             | 2     | -     | 0 (-1)  | 2 (+2)  | 0 (-1)  | -      | -       |
| Zoug               | 1     | -     | -       | -       | -       | -      | 1       |
| Fribourg           | 6     | -     | -       | 1       | 1 (+1)  | -      | 4 (-1)  |
| Soleure            | 4     | -     | -       | 3       | 1       | -      | -       |
| Bâle Campagne      | 3     | -     | 1 (+1)  | 2 (-1)  | -       | -      | -       |
| Bâle-Ville         | 4     | -     | 2 (+2)  | 0 (-3)  | 2 (+1)  | -      | -       |
| Schaffhouse        | 2     | -     | 0 (-1)  | 2 (+1)  | -       | -      | -       |
| Rhodes-Extérieures | 3     | -     | -       | 0 (-1)  | 3 (+1)  | -      | -       |
| Rhodes-Intérieures | 1     | -     | -       | -       | 1 (+1)  | -      | 0 (-1)  |
| Saint Gall         | 11    | -     | 2       | 3       | 1 (+1)  | 0 (-1) | 5       |
| Grisons            | 5     | -     | 1       | 1       | 2 (+1)  | -      | 1 (-1)  |
| Argovie            | 10    | -     | -       | 6 (-1)  | 2       | -      | 2 (+1)  |
| Thurgovie          | 5     | -     | 1       | 3       | 1       | -      | -       |
| Tessin             | 6     | -     | -       | 6 (+4)  | -       | -      | 0 (-4)  |
| Vaud               | 12    | -     | -       | 9 (-3)  | 3 (+3)  | -      | -       |
| Valais             | 5     | -     | -       | 1       | -       | -      | 4       |
| Neuchâtel          | 5     | -     | -       | 5       | -       | -      | -       |
| Genève             | 5     | -     | -       | 2       | 3       | -      | -       |
|                    | 147   | 1 (±) | 16 (+1) | 74 (±)  | 27 (+7) | 0 (-2) | 29 (-6) |